# 팀 바실리스크
팀 바실리스크(Team Basilsk)는 2004년 결성된 대한민국의 동인팀으로, 팀장은 잭(Jek)이다. 한글패치 팀과 비주얼 노벨 팀이 동시에 운영되었지만 2009년 8월로 한글패치 팀은 공식 해체되고 비주얼 노벨 팀만이 운영되고 있다.

## 개요

### 한글패치 팀
팀 바실리스크의 한글패치팀은 사야의 노래, 투하트2, 만약 내일이 맑다면 등의 한글패치를 제작해서 명성을 얻었으나, 오랜 기간의 무소식 후에 2009년 8월 팀 바실리스크 홈페이지의 리뉴얼과 함께 공식적으로 해체되었다.
제작된 한글패치는 팀 우타마루에서 위탁 업로드하고 있다.
2010년 4월 1일 부활 소식과 WHITE ALBUM2의 한글패치 개시 소식이 알려졌으나 만우절 장난이었다.

### 비주얼 노블 팀
팀 바실리스크는 2006년 3월 최초의 동인게임인 슈팅게임 퍼즐비를 공개했다. 이후 자드(Zad, 현 공기)가 바실리스크에 가입하면서 동인팀이 본격적으로 출발했다.
2006년 프로그래머 어트가 제작한 비주얼 노벨엔진 바실리어트가 완성되었고, 2006년 11월 20일 '절망희 전야(前夜)'를 통해 팀 바실리스크의 비주얼 노벨 팀과 국내 비주얼 노벨 엔진 바실리어트가 세상에 모습을 드러냈다. 바실리스크 첫 번째 비주얼 노블 프로젝트 절망희 전야는 바실리어트로 제작된 최초의 게임이다.
또한 이 즈음 애오라지가 프로젝트 매니저를 맡은 '마루네 이야기(The Tails of Maru)'가 제작에 들어갔다.
절망희 전야는 2007년 5월 5일에 완매되었고, 이후 2008년 2월 22일 내용과 분량이 수정된 '절망희 전야 ~The Prologue~'가 UC노벨 버전으로 공개되었다. 공기는 ~The Prologue~ 가 실제로 후속편으로 이어지는 이야기라고 주장했다.
그리고 전야의 판매기와 약간의 공백기를 거쳐 시드 사운드(S.I.D-Sound)(OP/ED), Aqua-Music(BGM), IDramanet(성우)의 서포트를 받은 '절망희 1부 ~Lost Arcadia~'가 2008년 9월 27일 발매되었다. (이 중 시드 사운드에는 절망희 전야의 BGM을 맡았던 HiTaZ가 가입되어 있다.)
2008년 11월 22일 팀 톼프(Team TWAFBS-현:성우팀 무지개)(성우)의 서포트를 받은 마루네 이야기가《풀보이스, 완전무료!》라는 표어를 내걸고 공개되었다.
마루네 이야기의 패러디 격인 '마루네 울 적에'의 제작 계획이 있었으나 진척되지 않고 있다가 PM/시나리오를 맡은 잭의 입대로 보류되었다. 잭은 InterBasilisk 2009 Summer의 인터뷰에서 이 작품을 포기하고 싶지 않다는 뜻을 밝혔다. [현재 마루네 울 적에 프로젝트는 폐기되었다]
절망희 1부는 2009년 3월 25일 완매되었으나, 팀 바실리스크 측에서는 '초회한정판이었다'라는 말과 함께 많은 논란 속에서 2009년 8월 15일 일반판이 발매되었다. 전야의 재판매도 대두되었으나 팀 바실리스크는 전야의 재판매 계획은 없다고 밝혔다.
2010년 1월 14일 절망희 2부의 체험판이 공개되었으며, 2월 11일 공식 홈페이지 개장 후 2월 15일부터 선입금 예약이 시작되었다. 5월 24일 발매 예정이다.
2010년 2월 23일 자드가 공식으로 닉네임 '공기'로 변경되었다.
2012년 6월 18일 현재까지 발매는 되지않고있고 홈페이지도 접속이 안되고 있는 상황이다.
2012년 10월 14일 홈페이지가 개장되었고, 절망희 2부 등의 개발중인 게임 정보가 올라왔다.

## 작품
- 비주얼 노블 팀
  - 절망희 전야(前夜)(~Riapsed/Erised~) (PM:Zad(현 공기), 판매작(완매))
  - 절망희 전야 ~The Prologue~(Riapsed/Erised ~The Prologue~) (PM:Zad(현 공기), 공개작(UC노벨)
  - 마루네 이야기(The Tails of Maru) (PM:애오라지, 공개작(바실리어트, UC노벨))
  - 절망희 1부 ~잃어버린 낙원~(Riapsed/Erised ~Lost Arcadia~) (PM:Zad(현 공기), 판매작(판매중))
  - 절망희 2부 ~크로스 인카운터~(Riapsed X Erised ~Cross Encounter~) (PM:공기, 제작중, 판매작(예약중))
  - 위도 625(Latitude 625) (PM:애오라지, 제작중, 공개작(2010년 하반기 예정))
- 한글패치 팀
  - 사야의 노래
  - 투하트2
  - 만약 내일이 맑다면
  - 진해마경

## 팀원

### 절망희
- 공기(구 Zad) : 공인 굇수, 기획자/시나리오 라이터/프로듀서. 절망희 시리즈 프로젝트 매니저. 절망희 시리즈 기획·시나리오·연출. 마루네 이야기 UC노벨 버전 연출.
- 마진(Mazin) : 일러스트레이터. 절망희 전야 타이틀·로고·특수효과 그래픽 담당. 절망희 1부/2부 메인 일러스트.
- Macchiato : 일러스트레이터. 절망희 2부 메인 일러스트.
- 염군 : 일러스트레이터. 절망희 1부/2부 배경 일러스트.
- AKARIN : 일러스트레이터. 절망희 인터페이스·연출 보조·1차 프로모션 영상 제작. 절망희 2부 서브 일러스트.

### 위도 625
- 애오라지 : 기획자/시나리오 라이터. 마루네 이야기 프로젝트 매니저. 위도 625 프로젝트 매니저.
- AD_wiSm;e : 시나리오 라이터. 마루네 이야기 시나리오 보조. 위도 625 시나리오 보조.
- 소려사일(Daegon HK) : 프로듀서. 마루네 이야기 연출. 위도 625 연출.
- Bohemian : 프로듀서. 마루네 이야기 연출. 위도 625 연출.
- 환장 : 일러스트레이터. 위도 625 메인 일러스트.
- 르니아 : 일러스트레이터. 위도 625 배경 일러스트.
- 에니카 : 일러스트레이터. 위도 625 서브 일러스트.
- 다임 : 일러스트레이터. 위도 625 서브 일러스트.
- 로준 : 디자이너. 위도 625 인터페이스 디자인.
- 마마라 : 디자이너. 위도 625 컨셉아이템 디자인.
- Terrier : 작곡가. 위도 625 작곡 담당.

### 서포트 & 휴면
- 잭(Jek) : 팀 바실리스크 팀장. 절망희 및 기타 판매작 판매 담당. 절망희 연출 보조. 마루네 이야기 총 관리. 마루네 울 적에 프로젝트 매니저.
- 어트 : 바실리어트 제작자.
- KFR(구 뽀렙) : 일러스트레이터. 마루네 이야기 메인 일러스트.
- GGongZza : 일러스트레이터. 위도 625 일러스트 담당 중 이탈.
- jky : 작곡가. 마루네 이야기 작곡 담당.
- GhostMK : 웹 디자이너. 원래 팀 바실리스크 한글패치 팀 소속으로 현재 잔존하는 유일한 팀원.
- 모낑 : 일러스트레이터(서포트). 절망희 1부 서브 일러스트.
- Noka : 기획자. 알려진 바 없음.
- AT : 시나리오 라이터. 알려진 바 없음.
- 알키에바 : 일러스트레이터. 알려진 바 없음.

### 탈퇴
- B-32 : 프로듀서로 마루네 이야기에서 '바실리스크식 안티 스크립트 노가다 혁명'이라는 스크립트 기법을 개발하였다. 장기간 잠적으로 자동 탈퇴되었다.